# Ginés Huertas Celdrán
Ginés Huertas Celdrán (Cartagena, 5 de mayo de 1915 - ibidem, 27 de diciembre de 1997) fue un empresario, profesor y político español, que ocupó durante la dictadura de Francisco Franco los cargos de alcalde de Cartagena, presidente de la Diputación Provincial de Murcia y procurador en las Cortes Españolas.

## Biografía

### Primeros años
Ginés Huertas nació en 1915, en el barrio cartagenero de Santa Lucía. Durante los primeros años de su vida laboral, se desempeñó en oficios de intendencia mercantil y enseñanza sobre asuntos de la empresa. Así, durante la Segunda República gozaba de un prestigio como educador que llevó a Carmen Conde y Antonio Oliver a invitarle a colaborar con la Universidad Popular de Cartagena, de la que eran promotores. En septiembre de 1939, poco después de la ocupación de Cartagena por el bando sublevado y la conclusión de la guerra civil, fue incorporado como profesor a la Escuela Universitaria de Estudios Empresariales de Cartagena, y se interesó también por sus servicios el Colegio Hispania, donde impartiría clases de mercantil e idiomas.
Paralelamente se produjo el despegue del negocio familiar –el posteriormente conocido como Grupo Huertas–, fundado en 1900 como taller auxiliar de ferrocarril, y Huertas se convirtió en un boyante empresario de automoción, lo cual le aupó a presidente del ramo del Metal. Contrajo matrimonio con Juana Martínez Monerri, con la que tuvo siete hijos.

### Alcalde de Cartagena (1966-1973)
En 1966 sucedió como alcalde de Cartagena al militar Federico Trillo-Figueroa y Vázquez, continuando e incluso intensificando sus obras de extensión al extrarradio de la conexión eléctrica e hídrica, así como el proceso de expropiación y demolición de viviendas en el cerro del Molinete. En política social, sus acciones más relevantes fueron la enajenación al Instituto Nacional de Previsión de la parcela municipal del Paseo de Alfonso XIII donde se construiría el Hospital Santa María del Rosell, que empezó su actividad en 1971; la donación de dos millones de pesetas al Frente de Juventudes con objeto de apoyar la edificación de la Casa de la Juventud; y el impulso de la fundación pública Residencia Virgen del Mar, para personas mayores.
El deporte fue uno de los ámbitos que adquirieron mayor protagonismo en estos años, pues las autoridades locales lo fomentaron a través del Patronato Municipal de Deportes. Este organismo fue el responsable entre 1967 y 1972 de la organización de los Juegos Carthaginenses, una competición multidisciplinar que llegó a sumar treinta mil participantes en la edición más concurrida. Recibió con motivo de un partido amistoso del Cartagena Fútbol Club contra el Real Madrid Castilla al famoso presidente de la entidad visitante, Santiago Bernabéu, junto a quien contempló el encuentro desde el palco del estadio de El Almarjal.
Una de las intervenciones más destacadas de la alcaldía de Huertas ocurrió en 1969, cuando se movilizó en apoyo de la continuidad de las procesiones de Semana Santa en Cartagena, las cuales se encontraban comprometidas económicamente. Tuvo éxito en su llamamiento público a la financiación colectiva, y por sus esfuerzos recibió del gobernador civil Alfonso Izarra Rodríguez la cruz de caballero de la Orden de Cisneros, mientras que la agrupación marraja Santo Enterramiento de Cristo, por su parte, le entregaba su emblema de oro. La Cofradía del Cristo de los Pescadores de Cabo de Palos le nombró hermano mayor de honor como agradecimiento. Enmarcable en materia religiosa, pero más enfocada hacia el patrimonio, fue la asunción en nombre del Ayuntamiento de Cartagena de la propiedad del Convento de las Siervas por parte de Ginés Huertas, en 1971.
Otras actuaciones notables durante su labor como primer edil fue la institución del Premio de Periodismo Nicolás Ortega, en conmemoración del director de La Verdad Nicolás Ortega Pagán, fallecido en 1956, y la inauguración de numerosas esculturas urbanas: el monumento al compositor Antonio Álvarez Alonso en 1966; la escultura El Icue en 1969; el monumento al alcalde Alfonso Torres López en el parque del mismo nombre, en 1971; o el crucero gallego en 1973 obsequiado por el Ayuntamiento de Ferrol de Rogelio Cenalmor Ramos, con el que se suscribió un hermanamiento semejante al sellado dos años antes con el alcalde Chedli Klibi de Cartago, que incluyó la visita a la ciudad norteafricana de Huertas y una delegación cartagenera.
En esta etapa tuvo lugar el ingreso por vez primera de una mujer a la corporación municipal de Cartagena, el de Isabel Rosique Conesa en 1971, pero también un episodio trágico en la historia de la ciudad, el de su última velada marítima en 1972. En el curso de los desfiles de carrozas flotantes que cerraban las fiestas veraniegas del Carmen y Santiago, el exceso de peso en uno de los lados de la barcaza municipal Río Tajo la hizo inclinarse hasta volcar, pereciendo diez personas en el accidente. Los hijos de Huertas estaban a bordo en aquel momento, si bien consiguieron ponerse a salvo.

### Presidente de la Diputación de Murcia y procurador (1974-1976)
En 1973 abandonó el bastón municipal de cara a ocupar la presidencia de la Diputación Provincial de Murcia, siendo nombrado Hijo Predilecto de Cartagena por la corporación consistorial. Al año siguiente, reemplaza a Gaspar de la Peña en este cargo, y es escogido procurador en Cortes por votación entre los alcaldes de la provincia de Murcia, ejerciendo el cargo entre aquel año y 1976, cuando se presenta a la reelección pero es derrotado por la candidatura de José Manuel Portillo. En 1978, ya alejado de aquellos menesteres, fue pintado en un retrato oficial para la Diputación por Miguel Valverde Cánovas.
De su paso por esta presidencia es subrayable su encargo en 1975 de un proyecto de reforma de la asistencia psiquiátrica en el área murciana al director del Manicomio Provincial, Luis Valenciano Gayá.